# يوجينيو دوناتو
يوجينيو دوناتو (بالإنجليزية: Eugenio Donato)‏ هو أستاذ جامعي أمريكي، ولد في 17 أغسطس 1937 في قبرص (جزيرة) في قبرص الشمالية، وتوفي في 19 سبتمبر 1983.